# Marajó (Nova Aurora)
Marajó é um distrito do município brasileiro de Nova Aurora, no interior do estado do Paraná. Segundo o censo demográfico de 2022, realizado pelo Instituto Brasileiro de Geografia e Estatística (IBGE), sua população era de 572 habitantes e havia 238 domicílios particulares permanentes ocupados. Foi criado pela lei estadual nº 7.343 de 7 de julho de 1980.
De acordo com o IBGE, em 2010 a população era de 722 habitantes e havia 299 domicílios particulares.